# Victoria Aveyard
Victoria Aveyard (n. 27 iulie 1990, East Longmeadow⁠(d), Massachusetts, SUA) este o scriitoare de literatură fantastică și literatură pentru tineret și scenaristă americană. Este cunoscută pentru romanul ei fantastic Regina roșie (Red Queen⁠(d)). Aveyard a finalizat romanul la un an după ce a absolvit cursul de scenaristică al Universității din California de Sud. Împreună cu Sony Pictures a scris un scenariu, Eternal.

### Red Queen
- Red Queen (2015) - Regina roșie [10]
- Glass Sword (2016) - Sabia de sticlă[11]
- King's Cage (2017) - Colivia regelui[12]
- War Storm (2018) - Furtuna războiului[13]

#### Nuvele
- Cruel Crown (2016, colectează nuvelele Queen Song și Steel Scars)
  - Queen Song (2015)
  - Steel Scars (2016)
- Broken Throne (2019) [14]

### Realm Breaker
- Realm Breaker (2021)